# Lac Rainbow
Pour les articles homonymes, voir Rainbow Lake.
Le lac Rainbow (en anglais : Rainbow Lake) est un lac américain dans le comté de Shasta, en Californie. Il est situé à 2 009 mètres d'altitude au sein de la Lassen Volcanic Wilderness, dans le parc national volcanique de Lassen.